# Војвођански пољопривредник (часопис)
Војвођански пољопривредник je једини стручни часопис за пољопривреду, у Војводини, који излази од 1945. године до 1953. године у Новом Саду и бави се пољопривредним питањима.

## О часопису
Лист доноси чланке о разним проблемима наше пољопривреде, сточарства, винарства, воћарства, повртарства, шумарства, о многим корисним саветима пољопривредницима, а и о догађајима везаним за пољопривреду и тадашње друштво.

### Историјат
Од броја 7 (1946) добија поднаслов Стручни лист за пољопривреду.

### Периодичност излажења
У почетку часопис је излазио једном месечно. Од броја 9, 1946. године, излази два пута месечно, да би од броја 8/9, 1952. године, поново излазио једном месечно. Издавач часописа Војвођански пољопривредник од броја 7, 1946. године, је издавачко предузеће аутономне покрајине Војводине, Змај, од броја 13, 1949. године, Братство-Јединство, од броја 15, 1951. године, Слободна Војводина.

## Уредници
Током девет година свог постојања часопис Војвођански пољопривредник је имао више одговорних уредника.
- од броја 7 (1946) Светозар Тошовић,
- од броја 9/10 (1947) Милан Бошковић,
- од броја 7 (1949) Васа Милошев,
- од броја 16/17 (1951) Борислав Марковић.

## Теме
Часопис Војвођански пољопривредник имао је, у ужем смислу, стручне теме као што су 
- засејавање што веће површине земље поврћем, или
- луцерка важна биљка пољопривреде, или
- одбрана шећерне репе, или
- одбрана од пролећног мраза, или
- о ђубрењу винограда, или
- потреба одгајања мула у Војводини, или
- зелени кукуруз и грашак као сточна храна и томе слично.

У ширем смислу, теме часописа су веома повезане са уређењем друштва, као што су 
- унутрашња колонизација-велико дело наше нове изградње у Војводини, или
- основна начела Уредбе о условима рада у пољопривреди, или
- реорганизација наше заштите биља, или
- пољопривредни радник у служби пољопривредне произвоње.